# 尿殖属
尿殖属（学名：Urotocus），是彩蚴科下的一个属。

## 下属物种
- 罗斯尿殖吸虫 Urotocus rossittensis (Muhling，1 898) Looss，1899
- 中国尿殖吸虫 Urotocus sinicus Ye et Cheng， 1994